# Jacobus Joännes van Deinse

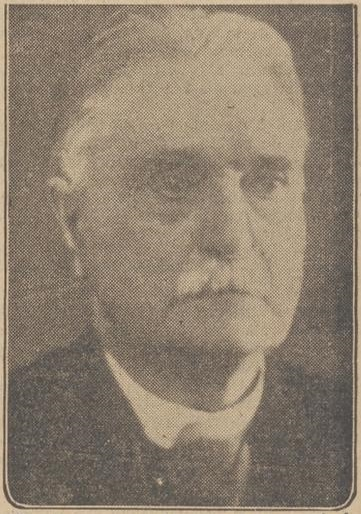
Jacobus Joännes van Deinse

Jacobus Joännes van Deinse (Enschede, 6 januari 1867 – aldaar, 24 februari 1947) wordt wel de primus inter pares genoemd onder de Twentse regionalisten van voor de Tweede Wereldoorlog vanwege zijn onderzoek en publicaties maar vooral vanwege de vele initiatieven die hij nam en functies die hij bekleedde in de wereld van de Enschedese en Twentse cultuur en geschiedenis.

## Biografie

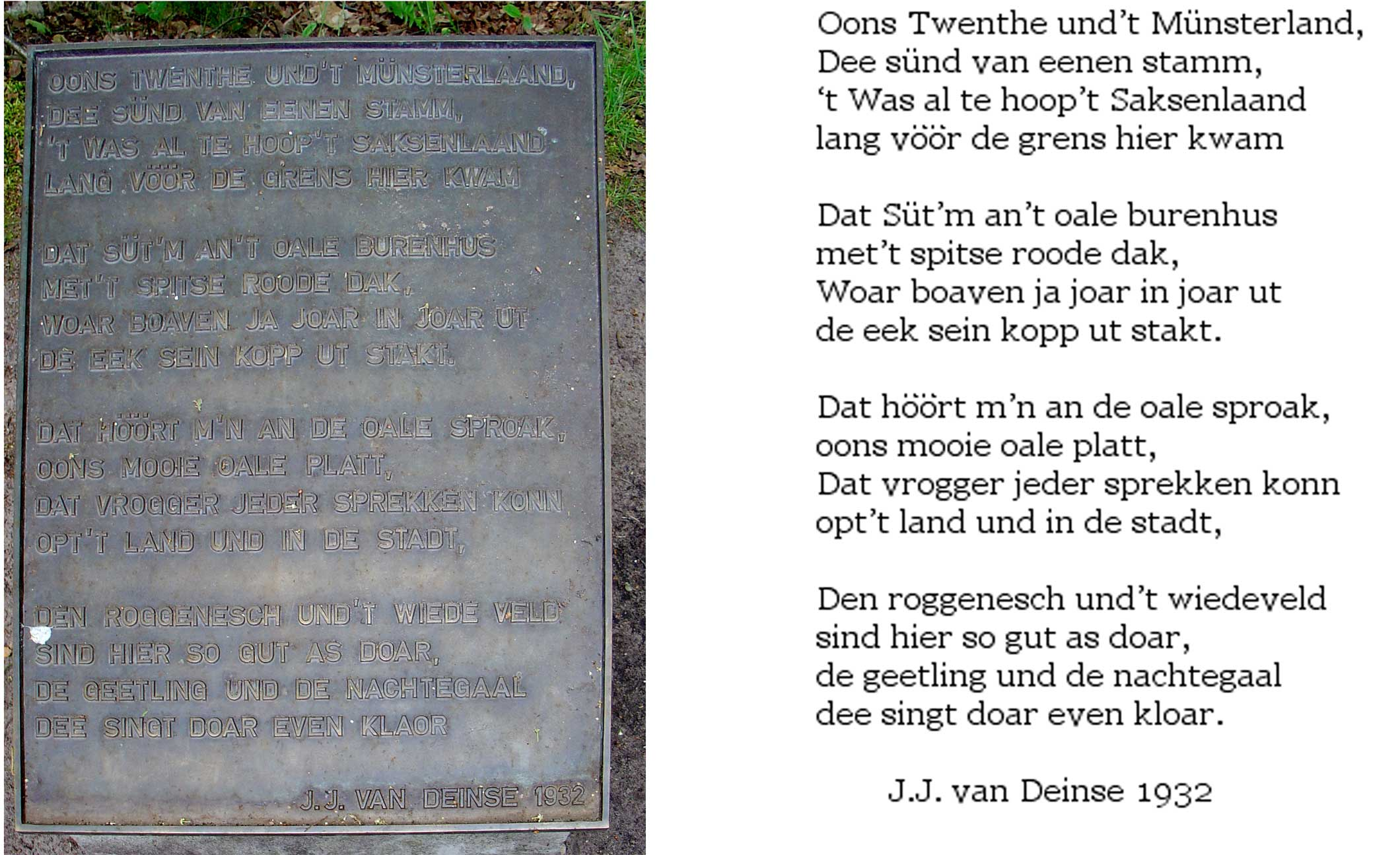
Plaquette met een tekst van Van Deinse uit 1932 aan de grens tussen Twente en Münsterland

Van Deinse ('Ko' voor intimi) werd als leraar opgeleid, maar werd al jong chef bij de firma Gerhard Jannink & Zonen. Al zijn vrije tijd besteedde hij aan de studie van de geschiedenis en volkscultuur van Twente en van de Twentse taal. Met zijn vriend Mr. G.J. ter Kuile Sr. trok hij vaak naar het buitengebied om onderzoek te doen, opgravingen te verrichten en om naar verhalen van de boerenbevolking over vroeger te luisteren.
Zijn vondsten kwamen onder meer terecht in de collectie van de Oudheidkamer Twenthe, die onder andere door hem en J.B. van Heek was opgericht in 1906. Van 1906 tot 1938 was hij voorzitter en daarna bestuurslid tot zijn dood. Op 17 juni 1930 werd hij vooral op voorspraak van Jan Herman van Heek benoemd tot conservator van het Rijksmuseum Twenthe, waarin ook de Oudheidkamer Twenthe werd ondergebracht.
Van Deinse vormde de verbindende schakel tussen de Twentse fabrikanten, bestuurders en amateur-historici als C.J. Snuif, Cato Elderink en later Willem Dingeldein en Albert Meyling die hem vergezelden op zijn zwerftochten op zoek naar authentiek bronnenmateriaal.
Hij ontwierp de Twentse vlag, het Twentse wapen en schreef het Twents volkslied. Hij schreef het standaardwerk Uit het land van katoen en heide (1922), een bundeling van onder meer de artikelen die hij eerder publiceerde in het Dagblad Tubantia. De bundel werd een groot succes, waardoor er nog een herdruk kwam en een vervolg in 1939. De twee boeken werden ook in een verzamelde uitgave (1950, 1979) gepubliceerd.
Van Deinse is begraven op de Oosterbegraafplaats in Enschede. Op zijn graf ligt een veldkei met de regel "hij had Twente lief".

## Familierelaties
J.J. van Deinse was de zoon van de (uit Zeeuws-Vlaanderen afkomstige) eerste directeur van de Twentsche Industrie- en Handelsschool (1864) Dr. Antonius Jacobus van Deinse en van Catharina Sara Dina van Dishoeck. Op 15 mei 1896 trouwde hij met Hendrika Bloemendaal (1868-1925).

## Trivia
- Er zijn straten in Enschede, Almelo, Oldenzaal, Borne en Losser naar hem vernoemd.
- Het Van Deinse Instituut is naar hem vernoemd.
- Van Deinse heeft het monumentale trapgevelpand (nu 't Saethuys) op Noorderhagen 48-D in het centrum van Enschede laten bouwen. Hij heeft hier tevens tot aan zijn overlijden gewoond.
- In de Noordmolen hangt een kalligrafie van het Twents volkslied die, blijkens het onderschrift, een geschenk aan Van Deinse was voor diens 70e verjaardag.